# Feeling (singolo)
Feeling è un singolo dei cantanti italiani Elodie e Tiziano Ferro, pubblicato l'8 novembre 2024 come secondo estratto dal quinto album in studio di Elodie Mi ami mi odi.

## Descrizione
Il brano, scritto dagli stessi due cantanti con Federica Abbate e Jacopo Ettorre, è prodotto da Golden Years e racconta diverse sfumature e fasi di una relazione complicata ma vissuta intensamente. In un comunicato stampa Ferro ha raccontato il significato del brano:

## Accoglienza
Ambra Ciafoni di All Music Italia scrive che si tratta di un "brano in puro stile Tiziano" apprezzandone l'unione delle due voci nel brano, ritenendo la voce di Ferro "con tante modulazioni e nuovi suoni".
In una recensione meno entusiastica Mattia Marzi di Rockol scrive che la canzone sia "non proprio all'altezza delle aspettative", sottolineando la presenza di sei autori nello scrivere un brano sul tema del tradimento, in cui i due cantanti elencano "tutte le volte che hanno colto sul fatto i rispettivi immaginari partner". Marzi non resta colpito dalla scelta di Ferro nel riproporre una nuova Ti voglio bene (2004) dato che "all'epoca Ferro aveva ventiquattro anni. Oggi di anni ne ha quarantaquattro e forse tornare a giocare con quei suoni può essere rischioso: ma del resto sono anni che prova a riappropriarsi di quella dimensione post-adolescenziale".

## Video musicale
Il video musicale, diretto dai fratelli Luca e Alessandro Morelli, è stato pubblicato in concomitanza all'uscita del brano attraverso il canale YouTube di Elodie. Il video è stato girato presso gli G&J Grip Studios di Los Angeles.

## Tracce
Testi di Elodie Di Patrizi, Tiziano Ferro, Federica Abbate, Jacopo Ettorre, musiche di Elodie Di Patrizi, Tiziano Ferro, Federica Abbate, Jacopo Ettorre, Pietro Paroletti, DJ Toss.
Download digitale
1. Feeling – 2:40

Download digitale – 2ª versione
1. Feeling (Sunset Acoustic Session) – 3:19
2. Feeling – 2:40

7"
- Lato A

1. Feeling – 2:40

- Lato B

1. Feeling (Sunset Acoustic Session) – 3:19

## Classifiche
| Classifica (2024) | Posizione massima |
| ----------------- | ----------------- |
| Italia            | 9                 |